# Simikot
Simikot est une ville du Népal, des montagnes du nord-ouest de l'Himalaya népalais, à une altitude de 2 910 mètres. Située près de la frontière avec la région autonome du Tibet de la République populaire de Chine, elle est le chef-lieu du district de Humla dans la zone de Karnali. Au recensement de 2011, la ville comptait 4 341 habitants.

## Transports
L'accès à Simikot depuis les parties développées du Népal sont principalement par les airs. La piste de l'aéroport de Simikot est relativement courte avec une longueur de 549 mètres, à presque 3 000 mètres d'altitude. elle requiert donc que les aéronefs qui l'empruntent soient de type avion à décollage et atterrissage court, tels que le Dornier Do 28 et le de Havilland Twin Otter.
La route au Sud ne rejoint que Jumla (en), à 86 km au Sud-Ouest, une route a également été construite, la reliant à la région autonome du Tibet, en Chine, en passant par Hilsa, à 51 km, Ouest-Nord-Ouest, ville frontalière.